# David Gordon Green
David Gordon Green (Little Rock, 9 aprile 1975) è un regista, sceneggiatore e produttore cinematografico statunitense.

## Biografia
Green è nato in Arkansas, ma è cresciuto in Texas, dove ha studiato alla Richardson High School ed in seguito alla North Carolina School of the Arts. Debutta alla regia nel 2000 con il film George Washington, acclamato dalla critica e vincitore come miglior film al 18° Torino Film Festival. Successivamente dirige due cortometraggi Physical Pinball e Pleasant Grove.
Dopo aver scritto e diretto All the Real Girls del 2003, si fa notare con il thriller Undertow, prodotto da Terrence Malick, regista da cui maggiormente trae ispirazione. Nel 2007 dirige il drammatico Snow Angels, con Kate Beckinsale, mentre nel 2008 dirige la commedia su commissione Strafumati con Seth Rogen e James Franco. Nel 2011 dirige nuovamente una commedia su commissione, Lo spaventapassere, di scarso successo di critica.
Nel settembre 2013 presenta alla 70ª Mostra internazionale d'arte cinematografica di Venezia il lungometraggio drammatico Joe, ambientato in Texas, territorio a cui il regista è molto legato. Negli anni successivi continua a dedicarsi sia a film drammatici che a commedie, dirigendo attori del calibro di Al Pacino in Manglehorn e Sandra Bullock in All'ultimo voto.
A partire dal 2018 si dedica principalmente al cinema horror, dirigendo una trilogia facente parte del franchise di Halloween e il film L'esorcista - Il credente, quinto capitolo cinematografico del franchise de L'esorcista. Proprio in ambito horror esegue anche il suo esordio come attore, recitando nel film di Luca Guadagnino Bones and All.

## Filmografia

### Regista

#### Lungometraggi
- George Washington (2000)
- All the Real Girls (2003)
- Undertow (2004)
- Snow Angels (2007)
- Strafumati (Pineapple Express) (2008)
- Sua Maestà (Your Highness) (2011)
- Lo spaventapassere (The Sitter) (2011)
- Prince Avalanche (2013)
- Joe (2013)
- Manglehorn (2014)
- All'ultimo voto (Our Brand is Crisis) (2015)
- Stronger - Io sono più forte (Stronger) (2017)
- Halloween (2018)
- Halloween Kills (2021)
- Halloween Ends (2022)
- L'esorcista - Il credente (The Exorcist: Believer) (2023)
- Nutcrackers (2024)

#### Cortometraggi
- Physical Pinball (2001)
- Pleasant Grove (2002)

### Sceneggiatore

#### Lungometraggi
- George Washington, regia di David Gordon Green (2000)
- All the Real Girls, regia di David Gordon Green (2003)
- Undertow, regia di David Gordon Green (2004)
- Snow Angels, regia di David Gordon Green (2007)
- Prince Avalanche, regia di David Gordon Green (2013)
- Goat, regia di Andrew Neel (2016)
- Halloween, regia di David Gordon Green (2018)
- Halloween Kills, regia di David Gordon Green (2021)
- Halloween Ends, regia di David Gordon Green (2022)
- L'esorcista - Il credente (The Exorcist: Believer), regia di David Gordon Green (2023)

#### Cortometraggi
- Physical Pinball, regia di David Gordon Green (2001)
- Pleasant Grove, regia di David Gordon Green (2002)

### Attore
- Bones and All, regia di Luca Guadagnino (2022)